# Kentron

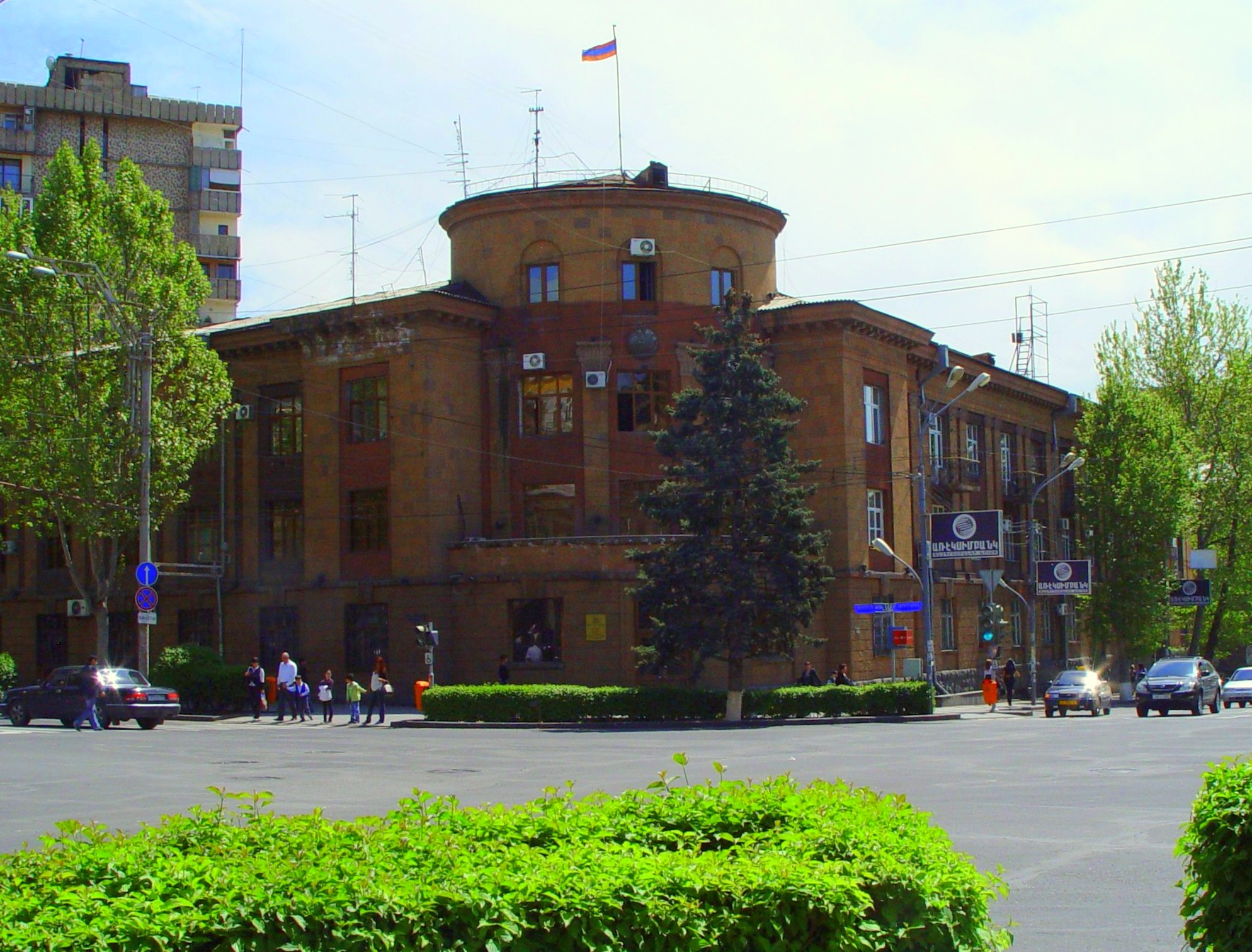
Kentrondistriktets rådhus

Kentron (armeniska: Կենտրոն վարչական շրջան, Kentron varčakan šrĵan) är ett av tolv distrikt i Jerevan i Armenien och är Jerevans kommersiella och kulturella centrum. 
Namnet "Kentron" betyder "centrum" på armeniska och härstammar från den klassiska grekiskans κέντρον (kéntron) med samma betydelse. 
Vid folkräkningen år 2011 hade Kentron 125 453 invånare.
Kentron gränsar till distrikten Ajapnyak och Malatia-Sebastia i väster, Shengavit och Erebuni i söder, Nor Nork i öster, samt Arabkir och Kanaker-Zeytun i norr. Floden Hrazdan flyter genom Kentrons västra del.
Kentron är inofficiellt indelat i stadsdelar som Kond, Noragyugh, Pokr Kentron, Nor Kilikia, Kozern och Ajgestan. Kond och Noragyugh är två av de sju ursprungliga stadsdelarna i det tidiga Jerevan. 

## Gator i urval
- Aramgatan
- Tamanjangatan
- Mashtotsavenyn
- Sayat-Novaavenyn
- Marskalk Baghramianavenyn
- Abovjangatan

## Historik
När Armenien uppgick i Sovjetunionen 1920/1921 blev Jerevan den första staden i Sovjetunionen med en utarbetad generalplan. Planen, som ritades av Alexander Tamanian och antogs 1924, avsåg en stad med 150 000 invånare. På kort tid växte Jerevan till en modern industristad med fler än en miljon invånare.  
I generalplanen införlivade Alexander Tamanian armeniska traditioner med samtida stadsbyggnadsstil. Planen karaktäriserades av en radialplanslösning som kom att förändra stora delar av den tidigare gatustrukturen och resulterade i att många äldre byggnader i Kentrondistriktet revs, inklusive kyrkor, moskéer, Safavidborgen, bad, basarer och karavanserajer.
Kentrondistriktet blev säte för många institutioner i form av lärosäten, kultur- och forskningsinstitutioner, samt flera statliga administrationsbyggnader; däribland presidentens residens, parlamentsbyggnaden, Armeniens centralbank.

## Bildgalleri

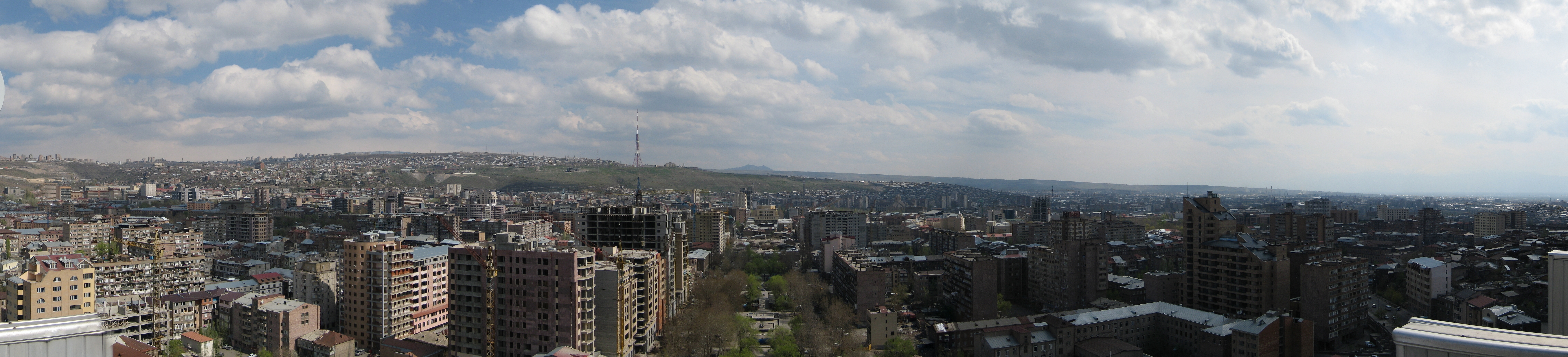
Kentrondistriktet

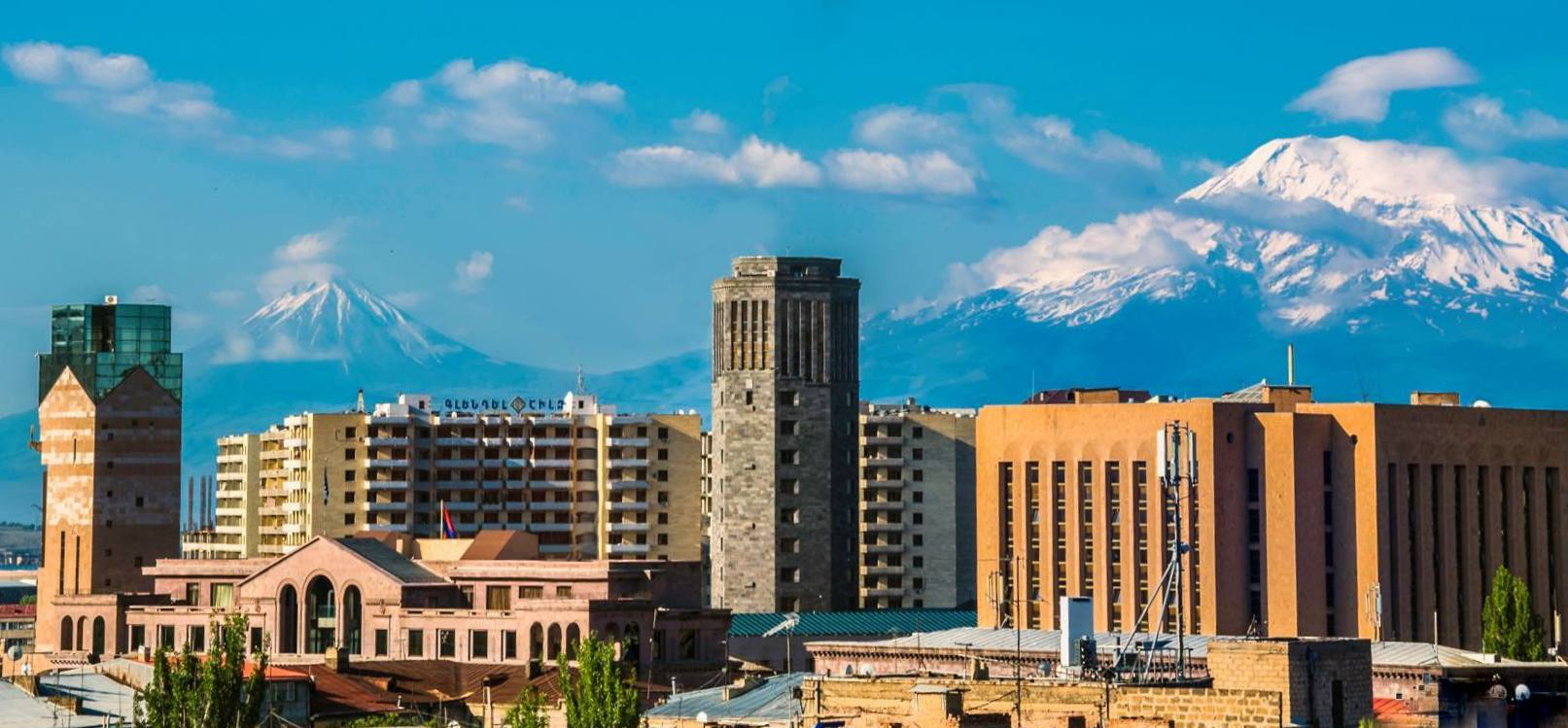
Från vänster till höger: Stadshusets klocktorn, Ardshinbank (i förgrunden), bostadsområdet på Glendaleberget (i bakgrunden), Välmående Armeniens kontorstorn och Rysslands ambassad, med Ararat i bakgrunden.

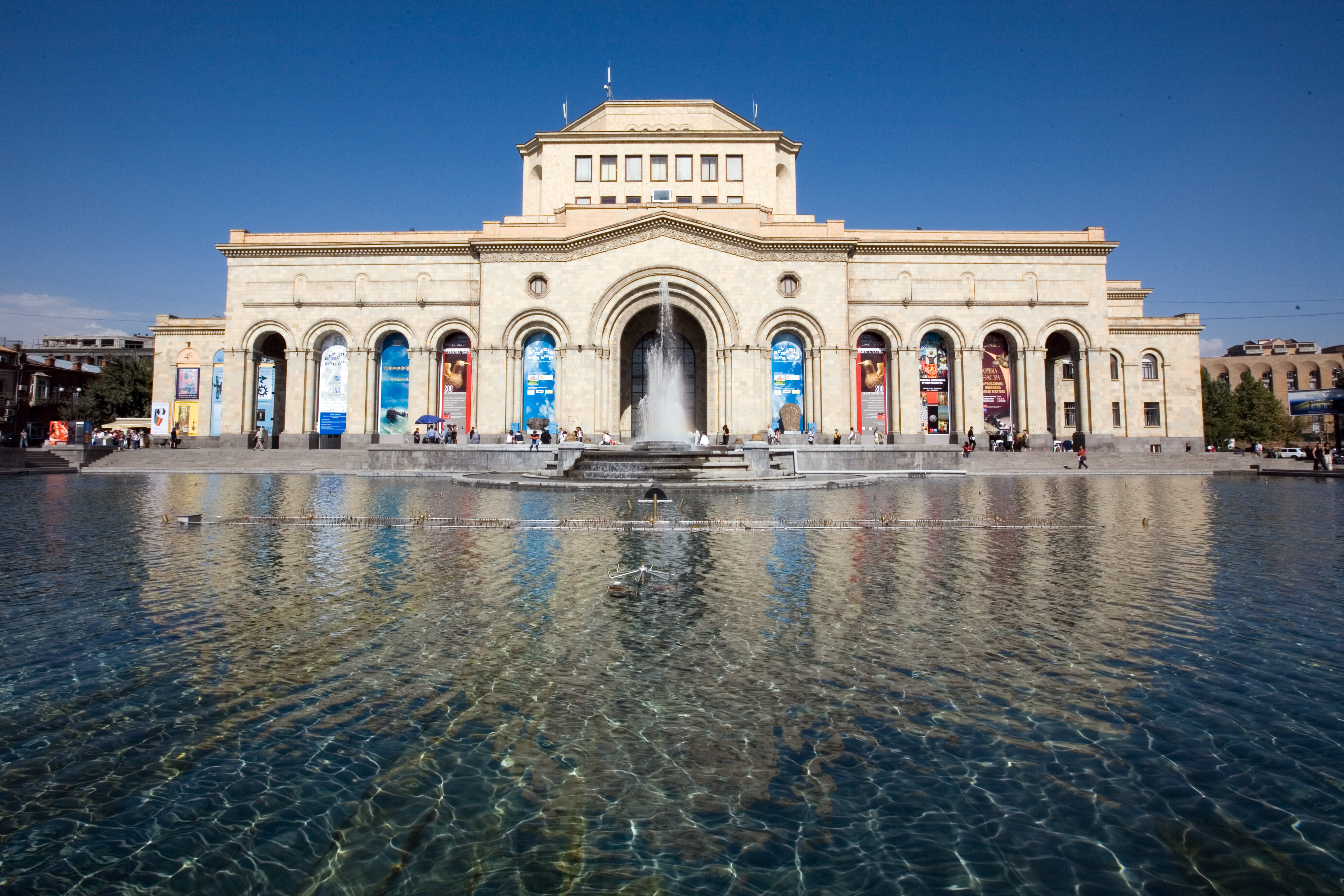
Armeniens nationalmuseum
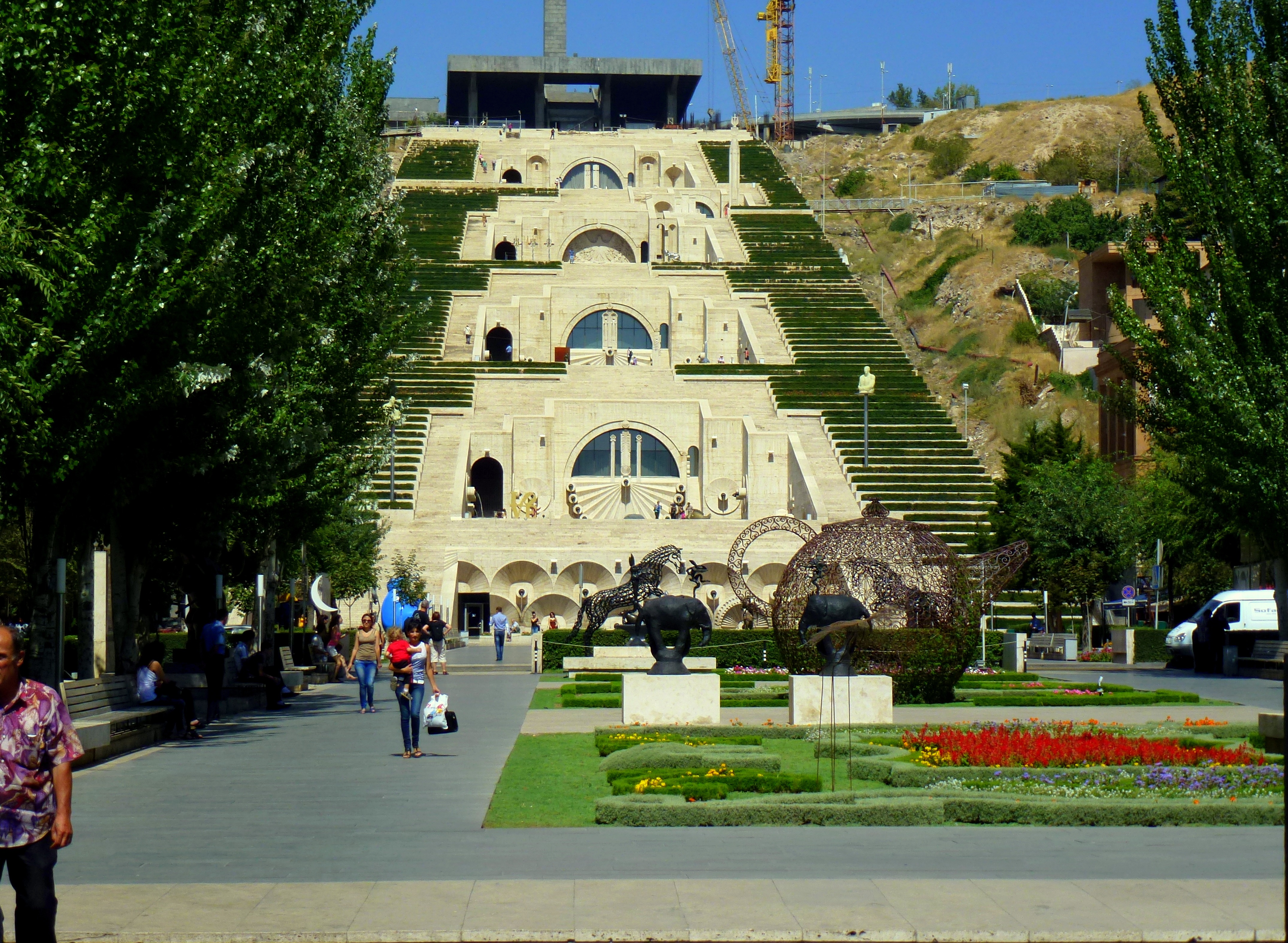
Cafesjians konstmuseum
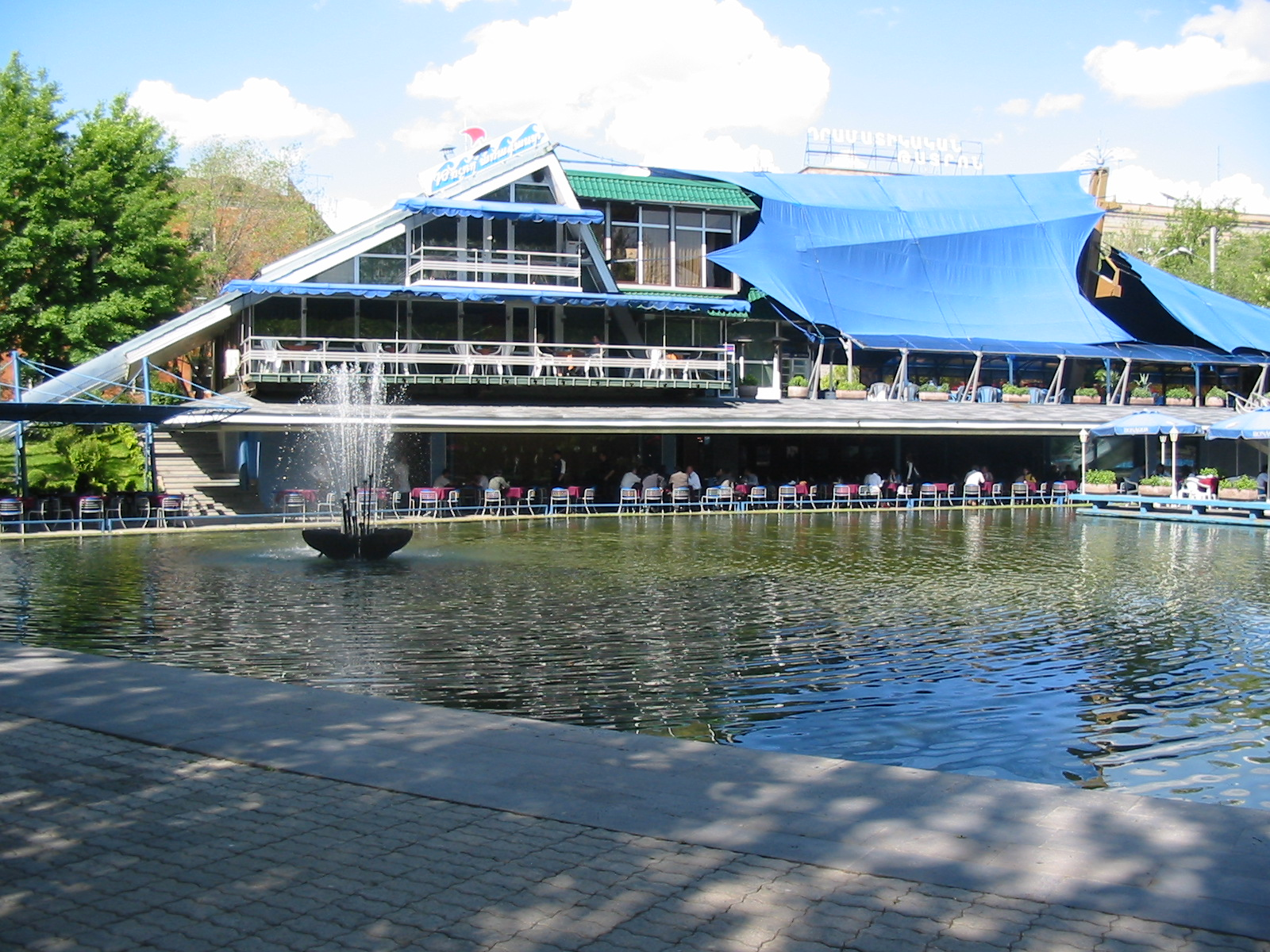
Sjön Poplavok i Ringparken
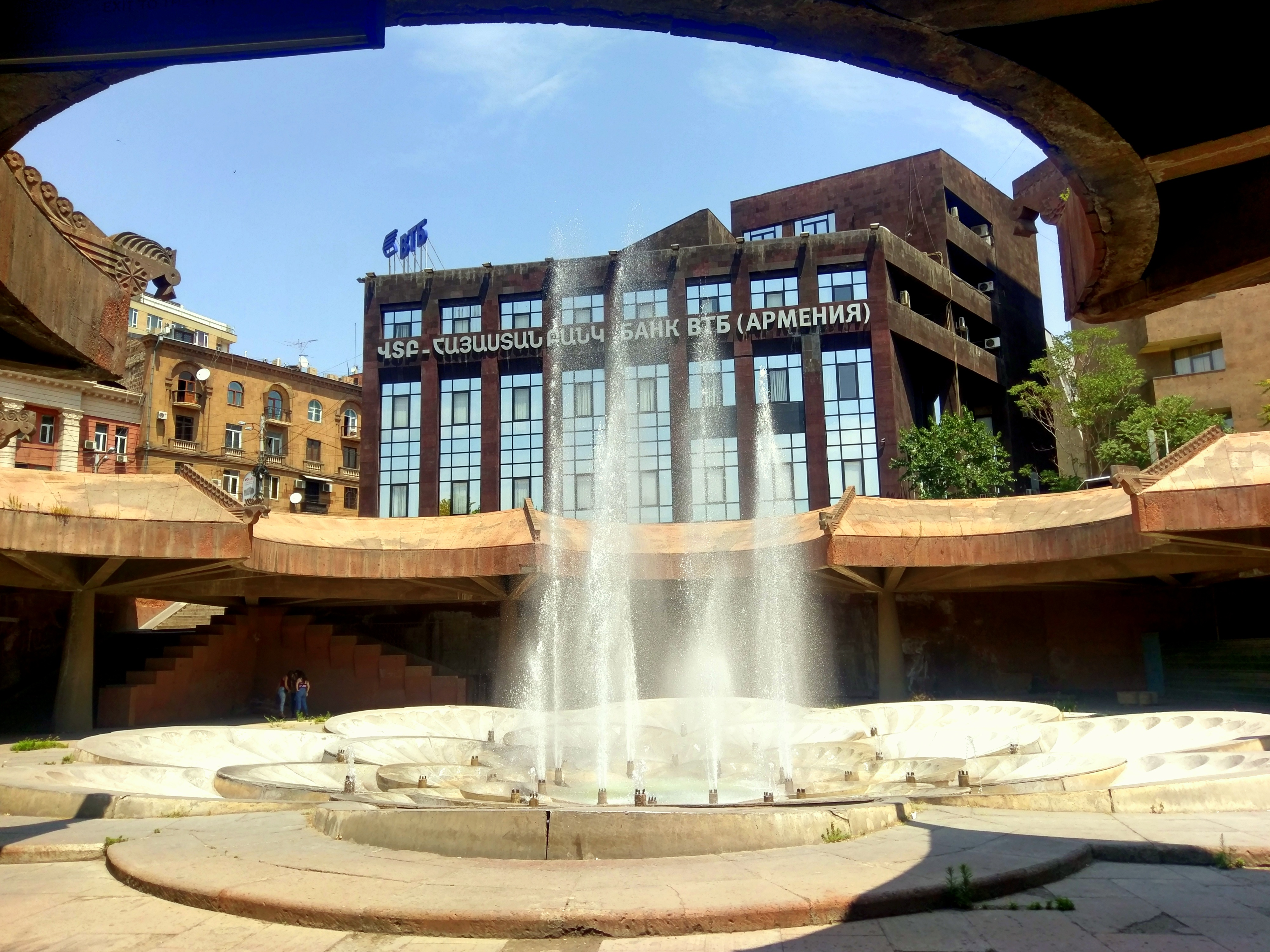
Fontäner på Metrostation Republikens plats
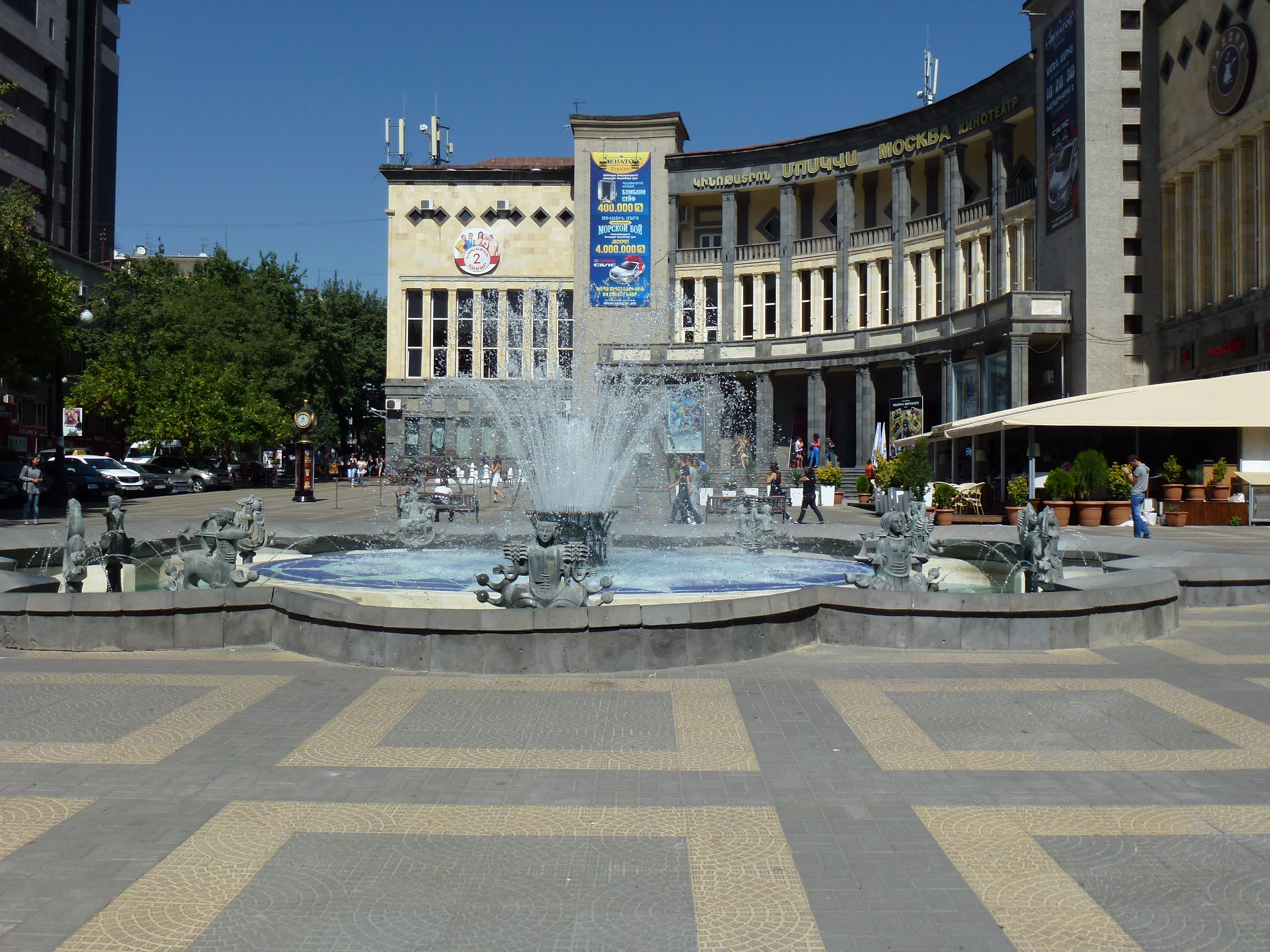
Charles Aznavourtorget
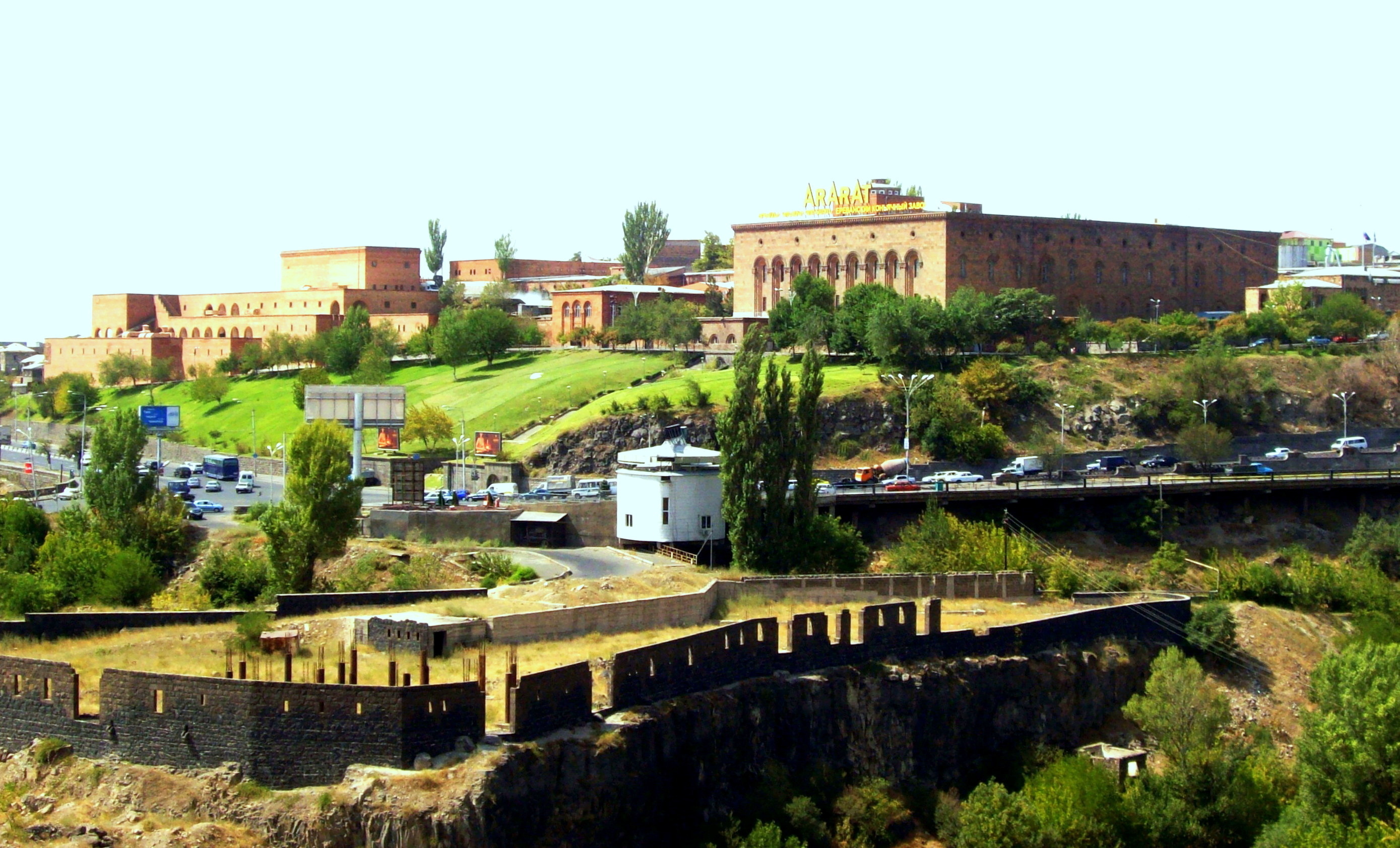
Jerevans konjaksbolag
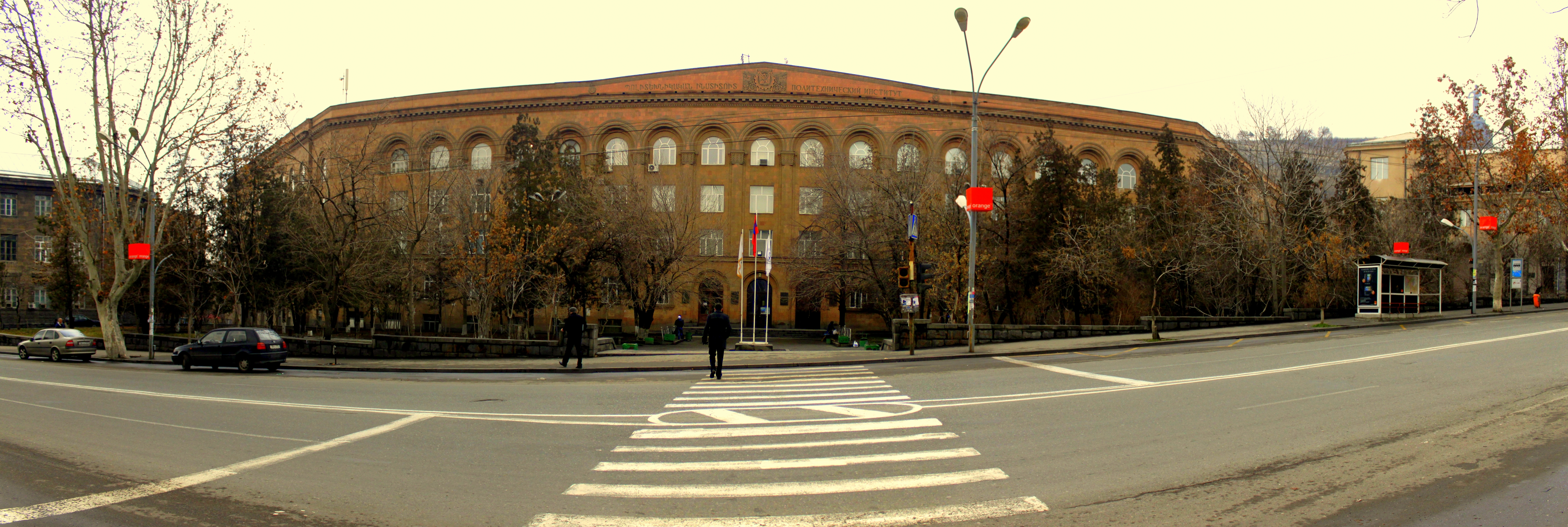
Armeniens nationella tekniska universitet
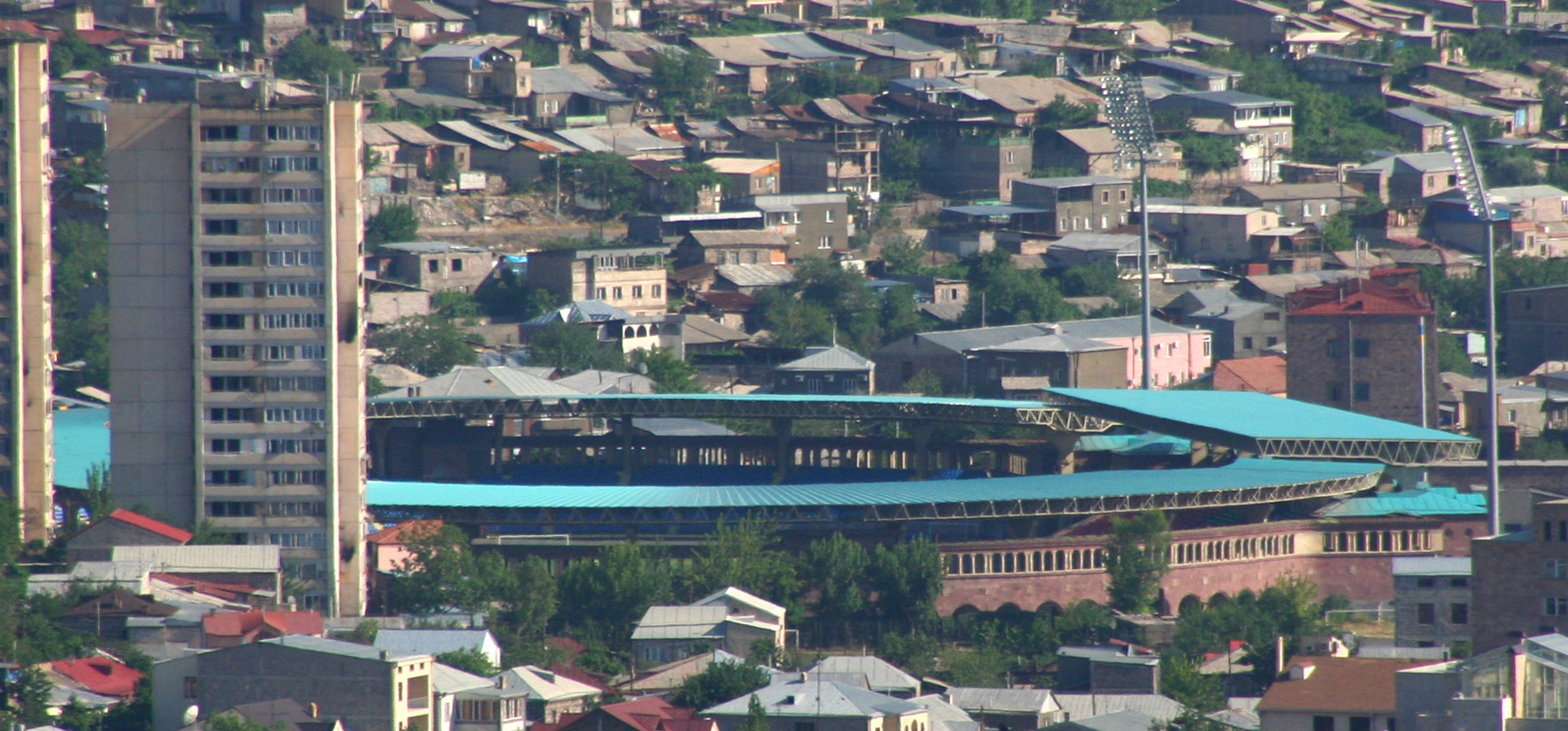
Republikstadion